# Processförutsättningar
Processförutsättningar, jur. 
Benämningen antyder, att fråga är om förutsättningar för ett processuellt förfarande överhuvud, men detta är inte fallet; benämningen är missvisande. Begreppet har en trängre innebörd. Man förstår nämligen - och om denna begreppsbestämning torde inom den svenska processteorin råda enighet - med processförutsättningar förutsättningar för ett giltigt förfarande (inklusive dom) rörande huvudsaken, d. v. s. det materiella rättsförhållande, som utgör processföremål. Redan den undersökning och prövning, som avser att utröna en processförutsättnings förefintlighet, utgör process, och giltigheten av detta förfarande är naturligtvis inte beroende av det resultat, vartill domstolen kommer. Men däremot kan ett giltigt förfarande rörande huvudsaken inte äga rum, därest en processförutsättning saknas. 
Som exempel på processförutsättningar må nämnas, att domstolen är kompetent, att det omprocessade rättsförhållandets subjekt äger processa som part angående detsamma, att saken inte redan är avdömd (res judicata), att saken blivit vederbörligen instämd. 
Processförutsättningarna i civilprocessen indelas i absoluta och dispositiva. I straffprocessen är alla processförutsättningar absoluta. De absoluta är sådana omständigheter, som ovillkorligen, oberoende av vad part i sådant avseende yrkar, måste vara uppfyllda. Domstolen prövar ex officio (på tjänstens vägnar) att de absoluta förutsättningarna är uppfyllda. De dispositiva förutsättningarna ankommer det på part att göra gällande. Om en processförutsättning saknas, avvisas huvudsaken utan prövning. Skulle det, oaktat bristen, komma till dom, är denna ogiltig. Den ogiltighet, varom det här är fråga, är dock icke en ogiltighet ipso jure; ogiltigheten måste göras gällande genom domens överklagande i högre rätt, och om domen vinner laga kraft, har den samma verkan, som om något fel aldrig hade förekommit. En invändning, varigenom part gör anmärkning om bristen på en processförutsättning, kallas processinvändning. Om denna terminologi är dock ej alla svenska processualister ense. 